# Йевр-ле-Шатель
Йевр-ле-Шатель (фр. Yèvre-le-Châtel) — французская коммуна, в 1973 году присоединенная к коммуне Йевр-ла-Виль, в департаменте Луаре в регионе Центр — Долина Луары.
Входит в список Самых красивых деревень Франции.

## История и архитектура

### Истоки
Во времена античности деревня располагалась на границе территорий галльских племен карнутов и сенонов. Затем через это место проходила над римская дорога, соединявшая города Агединк (Санс) и Виндин (Ман).
Начиная с X века, Йевр являлся одним из владений аббатства Флёри.
Существует легенда, повествующая о том, что весной 1079 года в деревню прибыла армия из Бургундии, чтобы присоединиться к силам короля Филиппа I с целью осады Ле-Пюизе в Йевре. Местные крестьяне складировали в церкви все свое имущество и зерно, надеясь, что там им ничего не угрожает. Однако, с разрешения молодого епископа из Осера, который был в экспедиции со своим отцом, графом Неверским, рыцари силой отобрали ячмень, необходимый для снабжения их лошадей. За это, по словам средневекового монаха и поэта Рауля Тортариуса, Филипп I был побежден в Ле-Пюизе по воле Святого Бенедикта .
Присоединение замка к короне Франции, вероятно, произошло примерно в 1112 году, когда Людовик VI Толстый заставил виконта Фулька уступить ему город Йевр-ле-Шатель, который превратил его в мощное владение.

### Средневековая крепость
Около 1200 года, по приказу Филиппа II Августа, был построен замок, в соответствии с последними новшествами в военной архитектуре, появившимся благодаря Крестовым походам. Замок имеет форму ромба, окруженного четырьмя выступающими башнями. Были сконструированы рельефные арки, повышающие сопротивление в случае подрывов. Крепостная стена позволяет перемещаться по навесным стенам, и с вершины башен открывается обширная панорама окрестных деревень и окраин леса Орлеана. Это было стратегическое положение между герцогством Орлеанским и Иль-де-Франсом, на дороге между Парижем и Орлеаном, важное для деятельности Филиппа II Августа по объединению королевства.
Во время Столетней войны Йевр вместе с Монтаржи оставались единственными цитаделями к северу от Луары, которые не попали в руки англичан или бургундцев. Уроженец этого места, капитан Никола де Жирем, даже принимал активное участие вместе с Жанной д'Арк в освобождении Орлеана.
В конце XV века, из-за расширения королевских владений и развития артиллерии, сделавшей средневековую оборону устаревшей, Йевр-ле-Шатель потерял свое значение и роль цитадели. Уже в 1610 году свидетельства указывали на то, что замок находился в руинах.

### Церкви
В Йевр-ле-Шатель есть две церкви: Церковь Сен-Го и церковь Сен-Любен (классифицирована в 1886 году).
Церковь Сен-Го
Построенная в XI веке, когда бретонские монахи спасались бегством от нашествия норманнов, церковь Сен-Го расположена во дворе замка. К готическому нефу XIII века ведет красивый портик.
Церковь Сен-Любен (Святого Любена)
В XIII веке, учитывая, в частности, рост населения, жители Йевр-ле-Шатель добились от короля разрешения на строительство второй церкви. Эта церковь была заложена на старом кладбище. Работы по строительству церкви были прерваны, в частности, после вмешательства монахов аббатства Флёри, а также из-за Столетней войны. После Столетней войны работы возобновились, но так и не были закончены, церковь осталась незавершенной. Это однонефное здание по форме напоминает латинский крест. Несмотря на то, что строительство не завершено, церковь Святого Любена представляет собой исключительное здание. Романтические развалины этой церкви вызывали восхищение еще в XIX веке Виктора Гюго.

## Личности, связанные с муниципалитетом
Многие художники были очарованы деревней и ее тенистыми и цветочными аллеями. В частности, Мария Элена Виейра да Силва и ее муж Арпад Сенеш приезжали туда на лето в течение почти тридцати лет. Они оба похоронены на небольшом кладбище недалеко от церкви Сен-Любен..